# Satan Indah Jaya
Satan Indah Jaya is een bestuurslaag in het regentschap Musi Rawas van de provincie Zuid-Sumatra, Indonesië. Satan Indah Jaya telt 857 inwoners (volkstelling 2010).